# Lijst van voetbalinterlands Bangladesh - Malediven
Deze lijst van voetbalinterlands is een overzicht van alle officiële voetbalinterlands tussen de nationale teams van Bangladesh en de Malediven. De landen hebben tot op heden twintig keer tegen elkaar gespeeld. De eerste ontmoeting, een wedstrijd tijdens de Zuid-Aziatische Spelen 1984, vond plaats op 19 september 1984 in Kathmandu (Nepal). Het laatste duel, een vriendschappelijke wedstrijd, werd gespeeld op 16 november 2024 in Dhaka.

## Wedstrijden
| №  | Plaats     | Datum             | Competitie                  | Wedstrijd              | Uitslag |
| -- | ---------- | ----------------- | --------------------------- | ---------------------- | ------- |
| 1  | Kathmandu  | 19 september 1984 | Zuid-Aziatische Spelen 1984 | Bangladesh − Malediven | 5 − 0   |
| 2  | Dhaka      | 23 december 1985  | Zuid-Aziatische Spelen 1985 | Bangladesh − Malediven | 8 − 0   |
| 3  | Dhaka      | 20 december 1993  | Zuid-Aziatische Spelen 1993 | Bangladesh − Malediven | 0 − 0   |
| 4  | Chennai    | 21 december 1995  | Zuid-Aziatische Spelen 1995 | Bangladesh − Malediven | 0 − 0   |
| 5  | Kathmandu  | 5 september 1997  | Zuid-Azië Cup 1997          | Malediven − Bangladesh | 1 − 1   |
| 6  | Kathmandu  | 27 september 1999 | Zuid-Aziatische Spelen 1997 | Malediven − Bangladesh | 2 − 1   |
| 7  | Malé       | 4 mei 2000        | Vriendschappelijk           | Malediven − Bangladesh | 1 − 1   |
| 8  | Dhaka      | 13 januari 2003   | Zuid-Azië Cup 2003          | Bangladesh − Malediven | 1 − 0   |
| 9  | Dhaka      | 20 januari 2003   | Zuid-Azië Cup 2003          | Malediven − Bangladesh | 1 − 1   |
| 10 | New Delhi  | 6 december 2011   | Zuid-Azië Cup 2011          | Malediven − Bangladesh | 3 − 1   |
| 11 | Trivandrum | 26 december 2015  | Zuid-Azië Cup 2015          | Bangladesh − Malediven | 1 − 3   |
| 12 | Malé       | 1 september 2016  | Vriendschappelijk           | Malediven − Bangladesh | 5 − 0   |
| 13 | Malé       | 7 oktober 2021    | Zuid-Azië Cup 2021          | Malediven − Bangladesh | 2 − 0   |
| 14 | Colombo    | 13 november 2021  | Vriendschappelijk           | Bangladesh − Malediven | 2 − 1   |
| 15 | Malé       | 24 maart 2022     | Vriendschappelijk           | Malediven − Bangladesh | 2 − 0   |
| 16 | Bangalore  | 25 juni 2023      | Zuid-Azië Cup 2023          | Bangladesh − Malediven | 3 − 1   |
| 17 | Malé       | 12 oktober 2023   | WK 2026 kwalificatie        | Malediven − Bangladesh | 1 − 1   |
| 18 | Dhaka      | 17 oktober 2023   | WK 2026 kwalificatie        | Bangladesh − Malediven | 2 − 1   |
| 19 | Dhaka      | 13 november 2024  | Vriendschappelijk           | Bangladesh − Malediven | 0 − 1   |
| 20 | Dhaka      | 16 november 2024  | Vriendschappelijk           | Bangladesh − Malediven | 2 − 1   |

## Samenvatting
| Competitie             | Totaal gespeeld | Winst Bangladesh | Gelijk | Winst Malediven | Doelsaldo Bangladesh – Malediven |
| ---------------------- | --------------- | ---------------- | ------ | --------------- | -------------------------------- |
| WK-kwalificatie        | 2               | 1                | 1      | 0               | 3 − 2                            |
| Zuid-Azië Cup          | 7               | 2                | 2      | 3               | 8 − 11                           |
| Zuid-Aziatische Spelen | 5               | 2                | 2      | 1               | 14 − 2                           |
| Vriendschappelijk      | 6               | 2                | 1      | 3               | 5 − 11                           |
| Totaal                 | 20              | 7                | 6      | 7               | 30 − 26                          |

Wedstrijden bepaald door strafschoppen worden, in lijn met de FIFA, als een gelijkspel gerekend.